# 五酸化タンタル
五酸化タンタル（酸化タンタル(V)とも）は、化学式Ta2O5で表される無機化合物。白色固体であり、すべての溶媒に不溶であるが強塩基とフッ化水素酸の腐食をうける。Ta2O5は高い屈折率で低い吸収（すなわち無色）の 不活性物質であり、コーティングに役立つ。誘電率が高いため、キャパシタの製造にも広く使用されている。

## 調製

### 発生
タンタルは火成岩ペグマタイトで生じる鉱物のタンタル石とコルンブ石（コルンビウムはニオブの古称）で生じる。コルンブ石とタンタル石が混ざったものはコルタンと呼ばれる。タンタル石はアンデシュ・エーケベリによりスウェーデンのイッテルビーとフィンランドのKimotoで発見された。マイクロ石とパイロクロアにもそれぞれ約70%と10%のTaが含まれている。

### 精製
タンタルの鉱石にはかなりの量のニオブが含まれていることが多く、それ自体も有価金属である。そのため、両方の金属が抽出され販売される。全体の過程は湿式製錬の1つであり、浸出の段階から始まる。この段階では鉱石はフッ化水素酸と硫酸で処理され、へプタフルオロタンタル酸塩などの水溶性のフッ化水素が生成される。これにより、金属を岩石のさまざまな非金属不純物から分離できる。
(FeMn)(NbTa)2O6 + 16 HF → H2[TaF7] + H2[NbOF5] + FeF2 + MnF2 + 6 H2O
タンタルとニオブのフッ化水素は、シクロヘキサンやメチルイソブチルケトンなどの有機溶媒を使用した液液抽出により水溶液から取り除かれる。この段階では水相にフッ化物の形で残っているさまざまな金属不純物（鉄やマンガンなど）を簡単に取り除くことができる。タンタルとニオブの分離はpH調整により行われる。ニオブが有機相で溶解したままであるには高いレベルの酸性度を必要とするため、酸性度の低い水に抽出することで選択的に取り除くことができる。次に、純粋なフッ化水素タンタル溶液をアンモニア水で中和して水和タンタル酸化物(Ta2O5(H2O)x)が生成される。これは次の理想的な式で説明されるように、五酸化タンタル(Ta2O5)に焼成される。
H2[TaF7] + 5 H2O + 7 NH3 → 1/2 Ta2O5(H2O)5 + 7 NH4F
Ta2O5(H2O)5  →   Ta2O5 + 5 H2O
自然界の純粋な酸化タンタルは鉱物タンタイトとして知られているが、非常に希少である。

### アルコキシドから
酸化タンタルは電子工学で頻繁に使用され、多くの場合薄膜の形で使用される。これらの用途では揮発性のハロゲン化物またはアルコキシドの加水分解を含むMOCVD（またはその関連技術）により生成できる。
Ta2(OEt)10 + 5 H2O → Ta2O5 + 10 EtOH
2 TaCl5 + 5 H2O → Ta2O5 + 10 HCl

## 構造と特性
五酸化タンタルの結晶構造は、いくつかの議論の問題となっている。バルク材料は無秩序であり、アモルファスもしくは多結晶であり、単結晶の成長は困難である。そのためX線結晶学は主に粉末回折に限られており、提供される構造情報は少ない。
少なくとも2つの多形が存在することが知られている（L-またはβ-Ta2O5として知られる低温での形態、H-またはα-Ta2O5として知られる高温での形態）。これら2つの形態間の移行は遅く、可逆的であり、1000-1360 °Cの中間的な温度で混合の構造が存在する。両方の多形の構造は、八面体のTaO6と反対の頂点を共有する五角形の両錐TaO7多面体であり、縁の共有によりさらに結合される。結晶系全体はどちらの場合も直方晶系であり、β-Ta2O5の空間群は単結晶X線回折によりPna2と同定される。高圧の形態(Z-Ta2O5)も報告されており、ここではTa原子は7配位をとり、単斜構造（空間群C2）を与える。
純粋にアモルファスである五酸化タンタルは、TaO6とTaO7多面体から構築される結晶多形と同様の局所構造を持つが、溶融液相は主にTaO5とTaO6の低い配位多面体に基づいた別の構造を持つ。
均一な構造の材料を形成することが難しいため、報告されている特性にばらつきが生じている。多くの金属酸化物同様、Ta2O5は絶縁体であり、そのバンドギャップは製造方法により3.8eVと5.3eVの間で様々に報告されている。一般に材料がよりアモルファスであるほど観測されるバンドギャップは大きくなる。これらの観測値は計算化学により予測される値(2.3 - 3.8 eV)よりも大幅に高い。
比誘電率は50を超える値が報告されているが、普通およそ25である。一般に、五酸化タンタルは誘電率の高い材料と考えられている。

## 反応

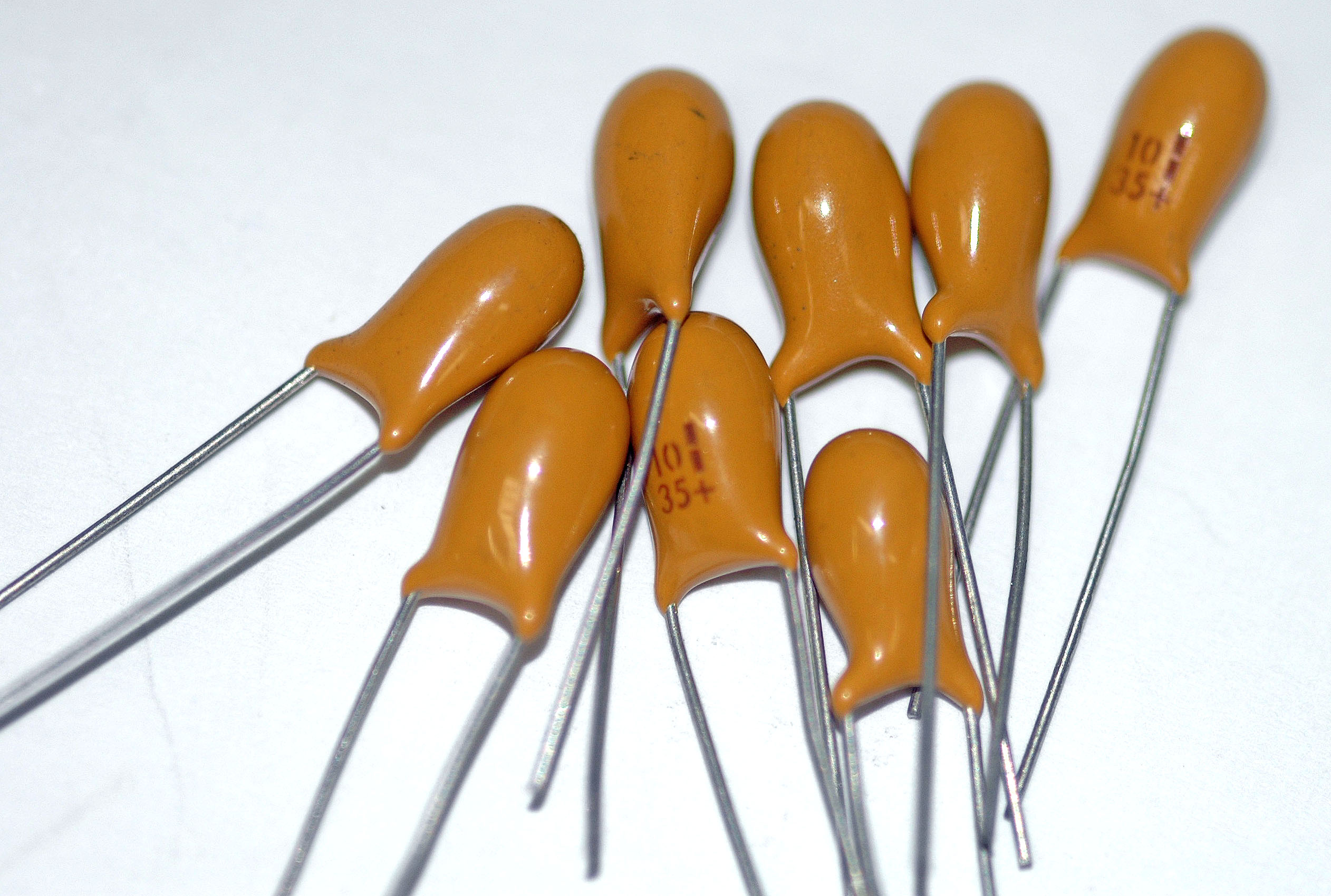
いくつかの10 μF × 30 V DC定格タンタルキャパシタ。固体でエポキシに浸したタイプ。極性ははっきりと書かれている。

Ta2O5はHClとHBrのどちらともそれほど反応しないが、フッ化水素酸に溶解し、次式にしたがってフッ化水素カリウムとHFと反応する。
Ta2O5  +  4 KHF2 + 6 HF   →   2 K2[TaF7]  +  5 H2O
Ta2O5はカルシウムやアルミニウムなどの金属還元剤を使用して金属Taに還元することができる。
Ta2O5 + 5 Ca →  2 Ta + 5 CaO

## 用途

### 電子工学
バンドギャップと比誘電率が高いため、電子工学、特にタンタルキャパシタにさまざまな用途があることが分かっている。これらは自動車の電子部品、携帯電話、ポケットベル、電子回路で使用されている（薄膜部品、高速部品）。1990年代にはDRAMキャパシタ用の高k誘電体として酸化タンタルを使用することの関心が高まった。類似物質の五酸化ニオブもニオブキャパシタに用いられる。
高周波CMOS集積回路のオンチップ金属-絶縁体-金属で使用される。不揮発性メモリの電荷トラップ層としての用途が考えられる。抵抗スイッチングメモリにおける酸化タンタルの用途もある。

### 他の用途
屈折率が高いため、Ta2O5は写真レンズのガラス製造に使用されている。